# 디지털 지상파 텔레비전

전 세계 지상파 디지털 텔레비전 기술 표준 현황

디지털 지상파 텔레비전(Digital terrestrial television, DTTV, DTT 또는 DTTB) 또는 지상파 디지털 텔레비전 방송은 텔레비전 방송국이 텔레비전 콘텐츠를 디지털 형식으로 방송하는 지상파 텔레비전 기술이다. DTTV는 아날로그 텔레비전에 비해 중요한 기술 발전을 이루었으며 20세기 중반부터 일반적으로 사용되었던 아날로그 텔레비전 방송을 대체했다. 테스트 방송은 ASO(Analog Switchoff) 또는 DSO(Digital Switchover)라고도 알려진 DTTV로의 전환과 함께 1998년에 시작되었으며, 2006년에 시작되어 현재 많은 국가에서 완료되었다. 디지털 지상파 TV의 장점은 케이블 TV, 위성 및 통신과 같은 플랫폼을 디지털화하여 얻을 수 있는 장점과 유사하다. 즉, 무선 스펙트럼 대역폭의 보다 효율적인 사용, 아날로그보다 더 많은 TV 채널 제공, 더 나은 품질의 이미지, 잠재적으로 낮은 운영 비용 등이 있다.
여러 국가에서 각기 다른 디지털 방송 표준을 채택하고 있다. 주요한 것들은 아래와 같다:
- ATSC-M/H
- DTMB
- DVB-H
- DVB-T
- ISDB-T
- DTMB-T/H
- ISDB-Tsb
- FLO

## 같이 보기
- 원세그
- USB 플래시 드라이브